# СКР-110
СКР-119, с 29.05.1991 ОС-226 — сторожевой корабль проекта 159А Балтийского флота, Черноморского флота (по классификации НАТО — Petya-II class frigate). Позднее опытовое судно ОС-226.  

## Служба

### ВМФ СССР

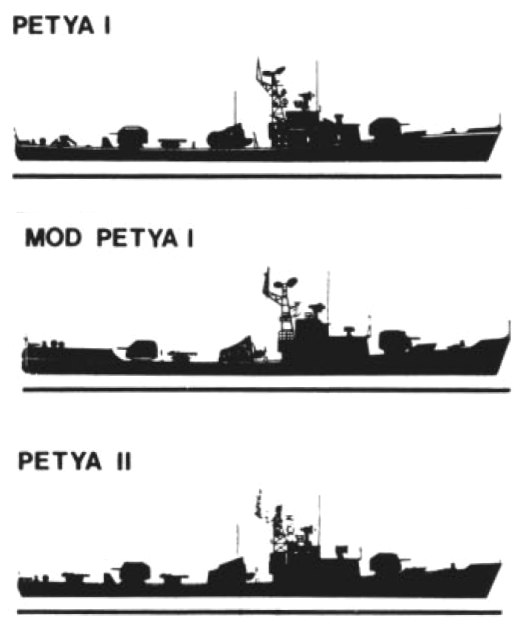
Таблица распознавания НАТО, 1987

Сторожевой корабль СКР-110 проекта 159А был заложен 20.12.1966 года на стапеле Прибалтийского ССЗ «Янтарь»  в Калининграде (заводской № 190). Спущен на воду 07.05.1967 года. 12.11.1967 года зачислен в списки кораблей ВМФ. Вступил в строй 30.12.1967 года и 11.01.1968 года включен в состав Балтийского флота.
1-31 июня 1967 года во время Шестидневной войны, 1 августа - 31 декабря 1968 года и 1- 31 октября 1969 года, находясь при несении боевой службы в зоне военных действий на Средиземном море, выполнял боевую задачу по оказанию помощи вооруженным силам Египта.
28 июля 1970 года был перечислен в состав Черноморского флота. В 1970-х годах в составе 17-й бригады противолодочных кораблей в Крымской военно-морской базы на озере Донузлав. Бортовой номер 834(1982), 835(1983), 826(1984), 834(1986), 820(1990), 817.
1 апреля 1974 года был выведен из боевого состава, законсервирован и поставлен на отстой в Донузлаве. 10 июня 1982 года был расконсервирован и вновь введен в строй.
По небрежности обоих судоводителей 13 августа 1982 года в 8 милях от мыса Херсонес в 18.26 произошёл навал СКР-110 на портовый буксир "Вайгач". Столкновение окончилось вмятинами обшивки, жертв не было.
12 апреля 1991 года вторично выведен из боевого состава, переформирован в опытовое судно. С 29 мая 1991 года был переименован в "ОС-226" и передислоцирован в Феодосию.
18 июля 1994 года был исключен из списков судов ВМФ в связи со сдачей в ОРВИ для разоружения, демонтажа и реализации. 1 мая 1998 года расформирован, в мае 2000 года был отбуксирован из Феодосии в Севастополь и разделан на металл.

## Примечание
1. 1 2 3 4 5 6  Сторожевой корабль "СКР-110". Черноморский флот - информационный ресурс (2024). Дата обращения: 14 ноября 2024. Архивировано 13 ноября 2024 года.
2. ↑  Сторожевые корабли Проект 159 Проект 159А Проект 159АЭ. russianships.info (2024). Дата обращения: 14 ноября 2024. Архивировано 27 ноября 2024 года.
3. ↑  Костриченко В. В., Айзенберг Б. А. Часть II (Боевые надводные корабли и катера) // ВМФ СССР и России. Аварии и катастрофы. — Приложение к Военно-Морскому Историческому Обозрению, специальный выпуск №2. — Харьков, 1998. Архивировано 22 ноября 2024 года.